# Terminalia catappa
Індійський мигдаль (Terminalia catappa) — вид рослин родини Комбретові.

## Будова
Індійський мигдаль — листопадне чи напіввічнозелене дерево. Досягає висоти близько 15 метрів, хоча зустрічаються особини до 40 метрів. Крона «пагодоподібна» у молодому віці. Має специфічне розташування гілок, що в ботаніці отримало назву терміналія (від назви цієї рослини). Коли молода гілка росте швидко під значним кутом від стовбура, але згодом загинається вгору. А внизу на місці згину з'являється новий пагін, що росле далі і теж загинається. Стовбур 100—150 см в діаметрі, короткий прямий чи покручений.

## Поширення та середовище існування
Поширене дерево на тропічних узбережжях. Росте у Східній Азії, Мадагаскарі, Австралії та островах Океанії.

## Практичне використання
Має їстівне насіння-горіх, покрите твердою шкарлупою, що вживають сирим чи приготовленим. Насіння має присмак мигдалю.
Використовують у медицині через високий вміст таннінів та в'яжучих речовин.
Коріння дерева зміцнює піщаний ґрунт узбережжя.

## Галерея

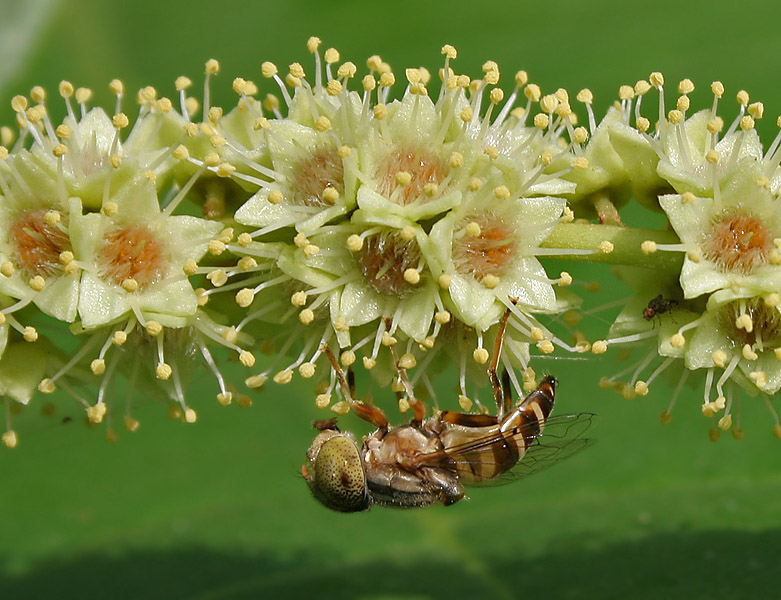
Запилення квітів
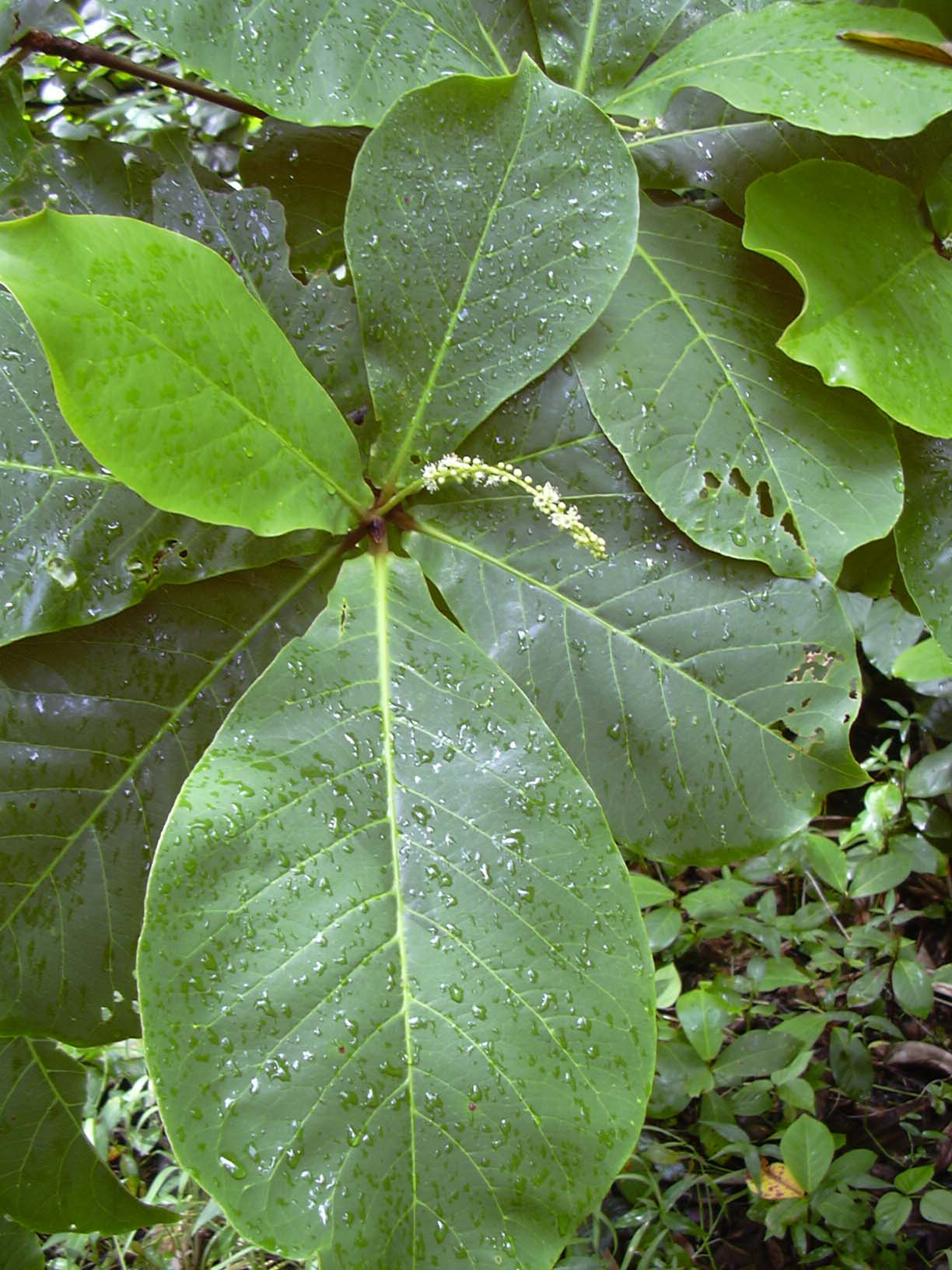
Листя
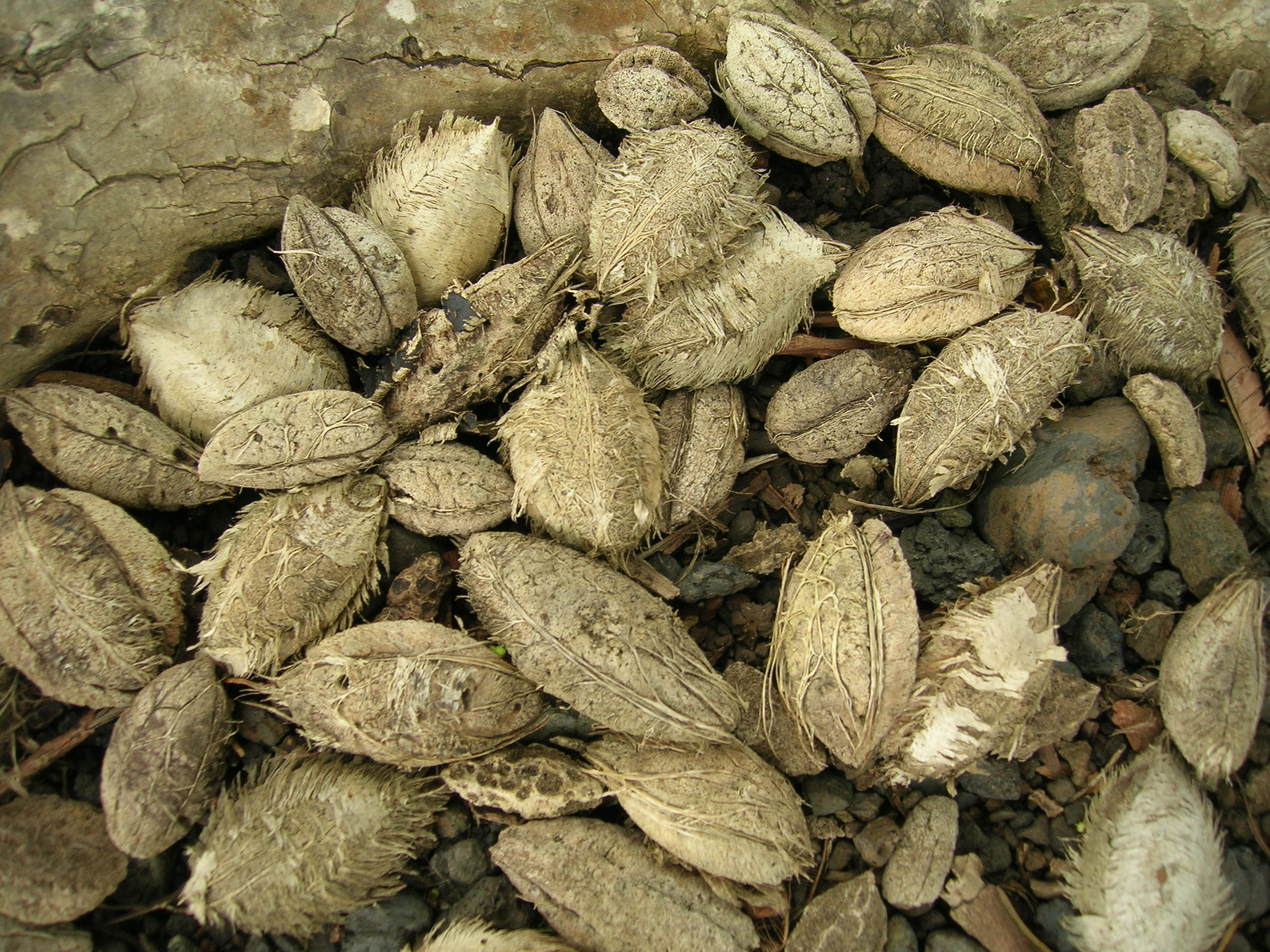
Насіння
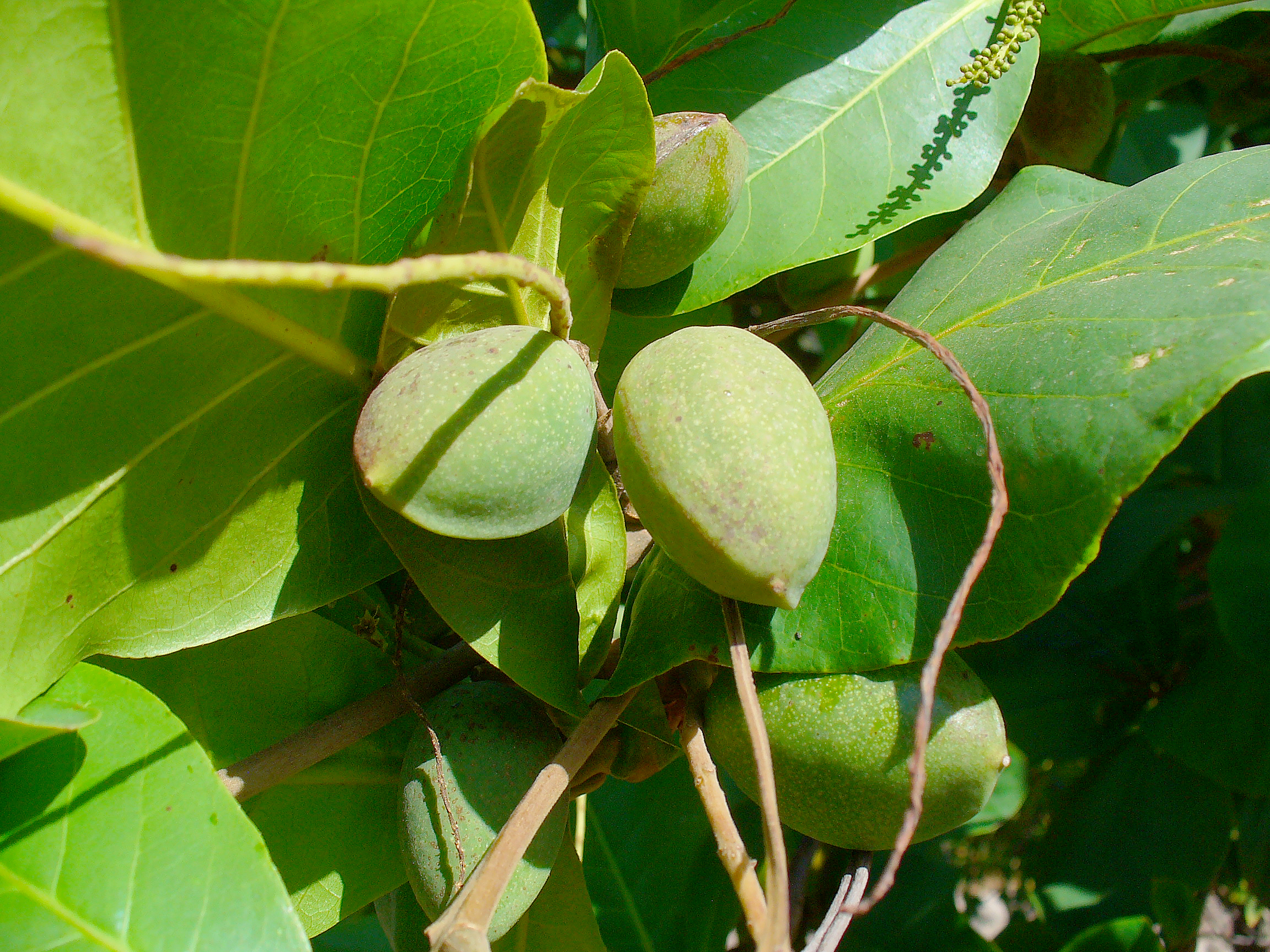
Незрілі плоди
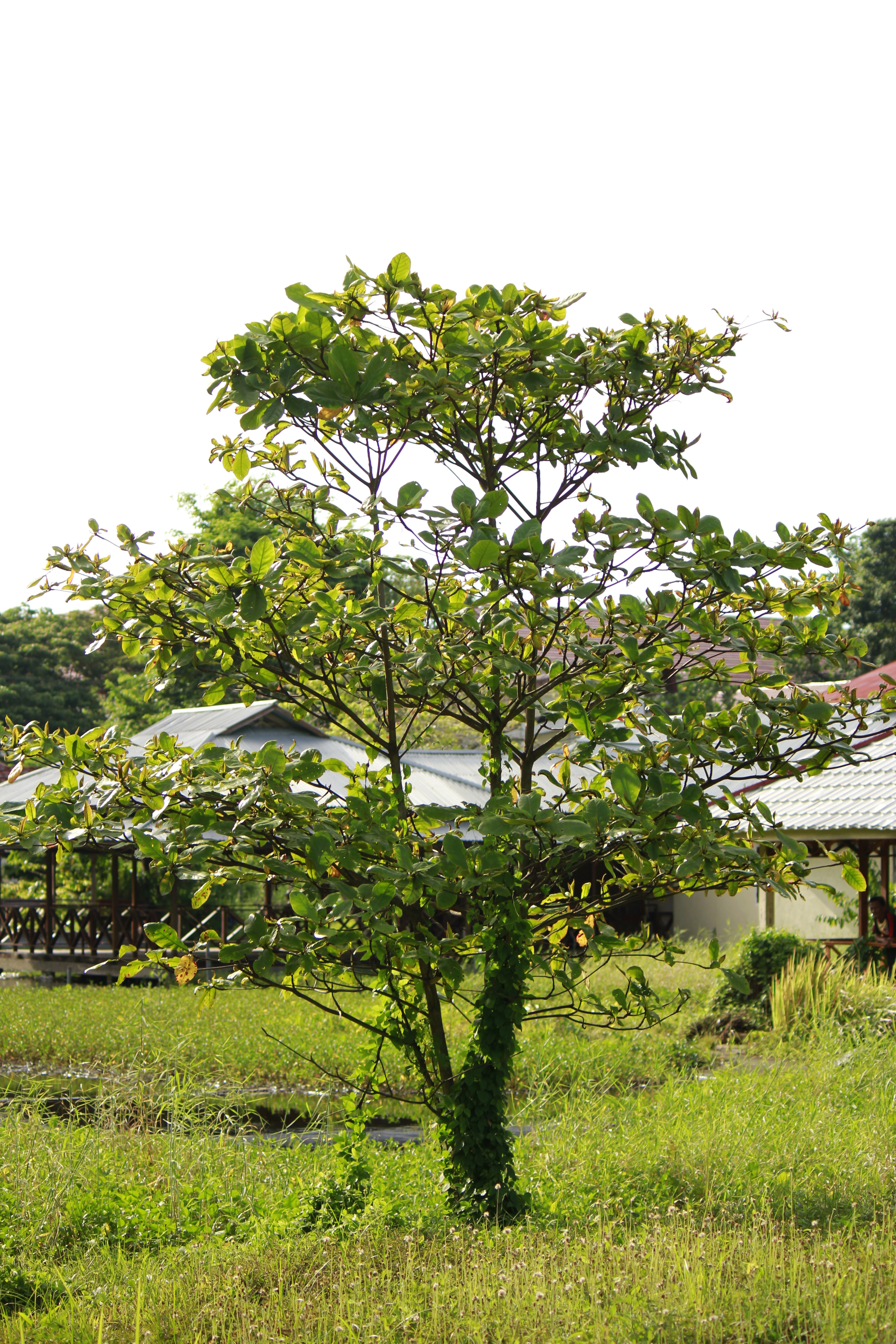
Загальний вид рослини